# 黄颡单尾虫
黄颡单尾虫（学名：[Unicauda pelteobagrus] 错误：{{Lang}}：文本有斜体标记（帮助））为尾孢科单尾虫属的动物。在中国，分布于四川等，营寄生生活，寄生在黄颡鱼、瓦氏黄颡鱼、光泽黄颡鱼的鳃。